# Joanis Kasulidis

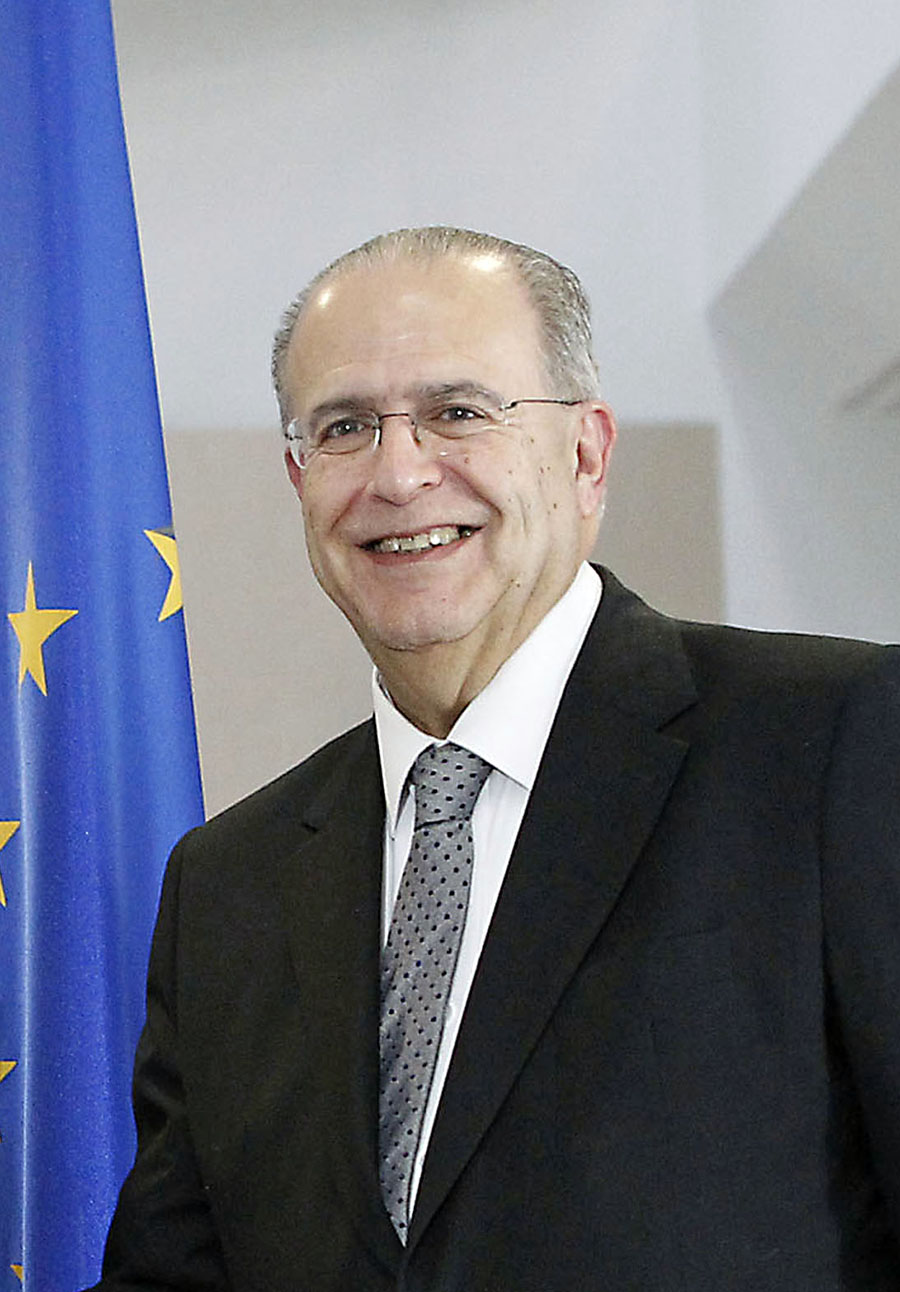
Joanis Kasulidis (2015)

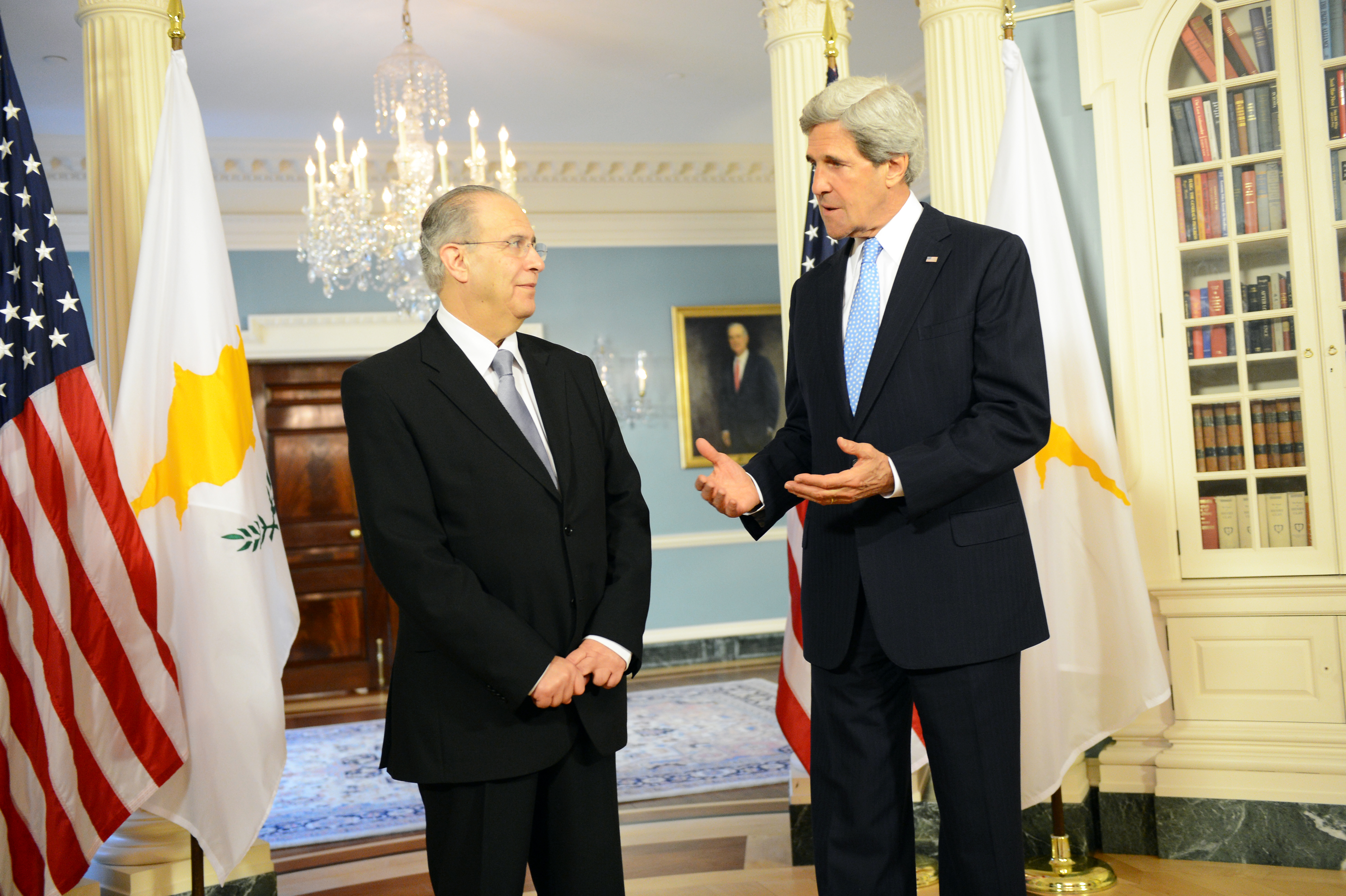
Joanis Kasulidis i John Kerry (2013)

Joanis Kasulidis, gr. Ιωάννης Κασουλίδης (ur. 10 sierpnia 1948 w Nikozji) – cypryjski polityk, długoletni minister spraw zagranicznych, w 2008 kandydat w wyborach prezydenckich, od 2004 do 2013 poseł do Parlamentu Europejskiego.

## Życiorys
W 1974 ukończył medycynę na Uniwersytecie Lyońskim we Francji (uzyskał stopień doktora nauk medycznych). W 1981 wyspecjalizował się w geriatrii w Londynie. Następnie w latach 1981–1993 pracował jako lekarz w Nikozji. Był również założycielem i pierwszym przewodniczącym Federacji Zrzeszenia Cypryjskich Studentów we Francji.
Od 1985 obejmował funkcje we władzach Zgromadzenia Demokratycznego (DISY). W 1991 został wybrany deputowanym do Izby Reprezentantów, mandat ten sprawował przez dwa lata. Od marca 1993 do kwietnia 1997 zajmował stanowisko rzecznika rządu. Następnie do lutego 2003 był ministrem spraw zagranicznych w rządzie Glafkosa Kliridisa. W tym okresie przewodził cypryjskiej dyplomacji podczas negocjacji akcesyjnych do Unii Europejskiej. W 2004 został wybrany do Parlamentu Europejskiego VI kadencji.
Z ramienia DISY wziął udział w wyborach prezydenckich na Cyprze w lutym 2008. W pierwszej turze wyborów z 17 lutego zajął pierwsze miejsce z wynikiem 33,5% głosów, przed Dimitrisem Christofiasem (33,3%) oraz Tasosem Papadopulosem (31,8%). W drugiej turze wyborów z 24 lutego Joanis Kasulidis otrzymał 46,6% głosów, przegrywając z Dimitrisem Christofiasem, który uzyskał m.in. poparcie od trzeciego z kandydatów.
W wyborach w 2009 uzyskał reelekcję do Europarlamentu. Został wiceprzewodniczącym grupy Europejskiej Partii Ludowej, a także członkiem Komisji Spraw Zagranicznych.
W marcu 2013, po zwycięstwie Nikosa Anastasiadisa w wyborach prezydenckich, Joanis Kasulidis ponownie objął urząd ministra spraw zagranicznych. Zakończył urzędowanie w marcu 2018. Powrócił na to stanowisko w styczniu 2022, zastępując Nikosa Christodulidisa. Funkcję tę pełnił do końca kadencji Nikosa Anastasiadisa w 2023.